# Święcowie

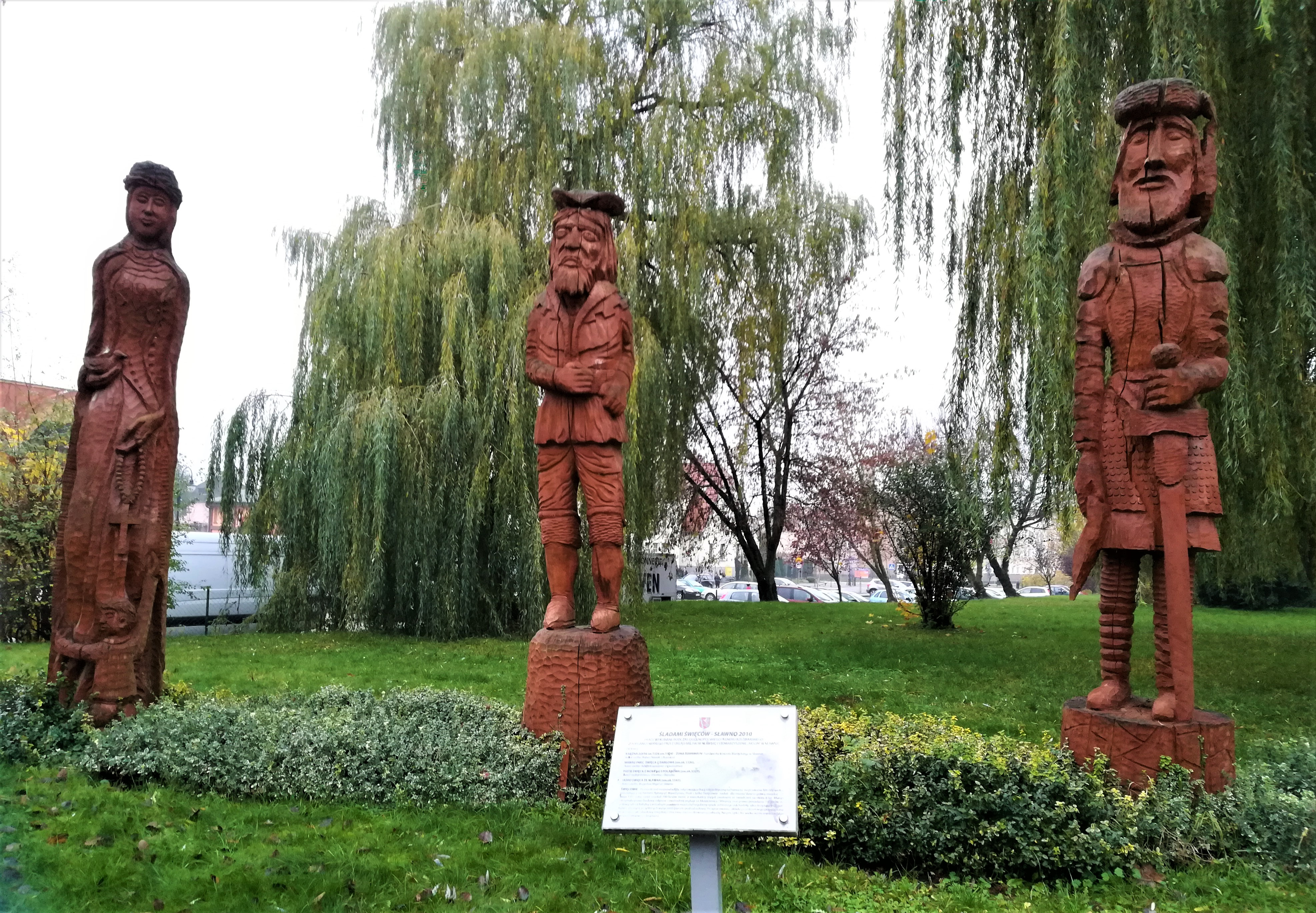
Rzeźby Święców w Sławnie – od lewej: księżna Zofia (żona Barnima IV), Wawrzyniec Święca z Darłowa, Piotr Święca z Nowego i Polanowa

Święcowie (kasz. Swãcowie) – pomorski ród możnowładczy odgrywający szczególną rolę polityczną na przełomie XIII i XIV wieku. Po 1307 roku utworzyli dziedziczne dominium na terenie Pomorza Środkowego. Święcowie pieczętowali się herbem Rybogryf.

## Historia rodu
Nazwa rodu pochodzi od imienia Święcy. Był on możnym z Pomorza Gdańskiego, który za rządów księcia Mściwoja II połączył w swych rękach godność wojewody gdańskiego, słupskiego i pomorskiego. Syn Święcy, Piotr z Nowego zwany Kanclerzem, uzyskał w 1299 roku od Władysława Łokietka urząd kanclerza pomorskiego, a w 1305 roku od Wacława II – starosty wschodniopomorskiego.
Po ponownym opanowaniu Pomorza Gdańskiego przez Łokietka, Święcowie znaleźli się w opozycji do księcia krakowskiego. Usunięty ze stanowiska Piotr oraz jego bracia Jaśko i Wawrzyniec zawarli 17 lipca 1307 roku układ w Lędowie z margrabiami brandenburskimi, obiecując im ułatwić opanowanie Pomorza Gdańskiego w zamian za dziedziczne posiadanie Sławna, Darłowa, Polanowa, Tucholi, Nowego oraz godność wojewodów słupskich. Piotr z Nowego został zimą 1307/1308 uwięziony przez Łokietka, co nie zapobiegło najazdowi brandenburskiemu. Mimo że margrabiom udało się utrzymać tylko zachodnią część Pomorza Gdańskiego (ze Słupskiem), Święcowie osiągnęli dziedziczne panowanie (pod lennym zwierzchnictwem margrabiów, a od 1317 roku książąt zachodniopomorskich) nad ziemią sławieńską, darłowską i polanowską, gdzie władali do 1347 roku. Główna ich linia wygasła wkrótce po 1357 roku.
Wg najnowszych badań ustalono, że boczna ich gałąź o przydomku Podkomorzy dała początek rodowi von Puttkamer, co potwierdza dawne przypuszczenia historiografów. Wedle tych ustaleń Puttkamerowie pochodzą od rycerza Michała zwanego Mizgą, mającego brata o imieniu Mistina (Mścina, Mściwoj). Obaj byli pokrewnymi wojewody Święcy, najprawdopodobniej braćmi wujecznymi. Michał (zm. ok. 1308r.) był podkomorzym, wójtem i celnikiem pomorskim. To właśnie jego syn Piotr Putkamer (Petrus Putkumor), podkomorzy słupski miał być bezpośrednim przodkiem Puttkamerów.

## Genealogia[2]
```
                                          
Święca
                                                       Wawrzyniec ze Słupska
                                             │                                                                   │
            ┌────────────────────────────────┼─────────────────────────────────────┐                       ┌─────┼─────┐
            │                                │                                     │                       │           │
            │                                │                                     │                       │           │
      Piotr z Nowego                   Jaśko Święca                       Wawrzyniec z Darłowa     Kazimierz Święca  Swenska
            │                       ┌────────┴─────────┐                 ┌─────────┴─────────┐
            │                       │                  │                 │                   │
     Piotr II z Nowego    Piotr ze Sławna     Wawrzyniec ze Sławna    Jan z Darłowa       Natalia
```